# NGC 3668
NGC 3668 је спирална галаксија у сазвежђу Велики медвед која се налази на NGC листи објеката дубоког неба.
Деклинација објекта је + 63° 26' 47" а ректасцензија 11h 25m 30,3s. Привидна величина (магнитуда) објекта NGC 3668 износи 12,3 а фотографска магнитуда 13,1. NGC 3668 је још познат и под ознакама UGC 6430, MCG 11-14-23, CGCG 314-26, IRAS 11225+6343, PGC 35123.